# Heggarnikotebavi, Ankola
Heggarnikotebavi là một làng thuộc tehsil Ankola, huyện Uttar Kannad, bang Karnataka, Ấn Độ.